# 鞍钢宪法

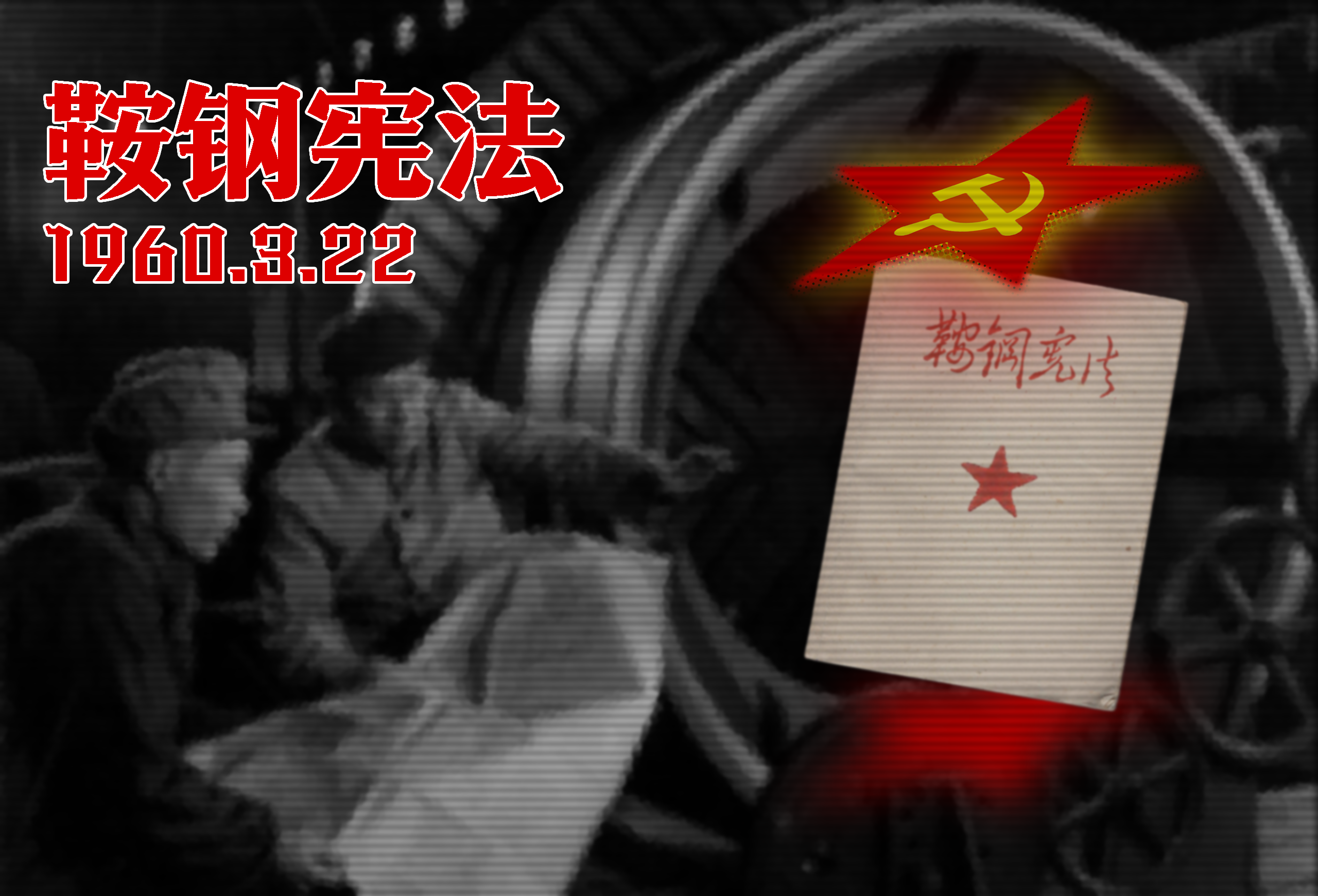
2023年纪念鞍钢宪法的艺术作品

鞍钢宪法指中华人民共和国辽宁省鞍山市鞍山钢铁公司于1960年代初总结出来的一套企业管理基本经验。基本内涵是：“坚持政治挂帅，加强党的领导，大搞群众运动，实行两参一改三结合（干部参加劳动，工人参加管理，改革不合理的规章制度，工人、干部和技术人员三结合），开展技术革命。”其中“两参一改三结合”最为出名。

## 历史
1960年3月11日，中共鞍山市委向中共中央作《关于工业战线上的技术革新和技术革命运动开展情况的报告》，3月22日，毛泽东在对《报告》的批示写道：“现在的这个报告，更加进步，不是‘马钢宪法’（一长制）那一套，而是创造了一个‘鞍钢宪法’。‘鞍钢宪法’在远东、在中国出现了”，高度评价鞍钢的管理办法，并将其总结成鞍钢宪法的五项基本原则：“坚持政治挂帅，加强党的领导，大搞群众运动，实行两参一改三结合，开展技术革命。”
1961年9月，中共中央下发《国营工业管理工作条例（草案）》（俗称《工业七十条》）。到1967年，《工业七十条》被批判。鞍钢宪法则被凸显，在当时的宣传中成为《工业七十条》的对立面，受到推崇。1968年，《人民日报》首次出现以鞍钢宪法为主题的文章。
目前，对鞍钢宪法的创始者、内容、和《工业七十条》的区别、实行范围、实行效果等问题，学界未有较统一的意见。

## 影响与评价
1986年，《企业管理》期刊称：“著名科学家钱学森，去日本丰田汽车公司参观，看到该公司管理规章中写有‘干部参加班组；劳动职工参加企业管理；改革不合理的规章；制度技术攻关；实行干部、技术人员与职工三结合’的内容。公司负责人介绍说，这‘两参一改三结合’，是贵国的先进管理经验，我们学习运用后，效果很好。”
参与制定《华为基本法》的吴春波撰写的《由鞍钢宪法所想到的》一文发表于1996年5月2日的第28期《华为人》报。文章称：“以前，我们把鞍钢宪法这个婴儿与洗澡水一起倒掉了；现在，我们期待着华为宪法在鹏城呱呱落地！”
1996年，崔之元将鞍钢宪法与后福特主义相提并论，认为鞍钢宪法“墙内开花墙外香”、“最早并鲜明地向僵化的福特式分工体制挑战”，其“精神实质仍是中国迎接21世纪的宝贵精神资源”。汪丁丁则对此发表负面意见，认为“必须先搞‘福特主义’生产”，才能谈得上搞“后福特主义”。崔之元则通过批判福特主义的分工理论给予还击。
从1954年开始，作家草明深入鞍钢体验生活，曾担任鞍钢第一炼钢厂党委副书记，1959年他出版了以鞍钢为背景的小说《乘风破浪》，是毛泽东时代工业题材小说最重要的作品之一。2010年，李杨发表文章《工业题材、工业主义与“社会主义现代性”——<乘风破浪>再解读》分析该小说。
1976年9月，张春桥在他领导编写的《社会主义政治经济学》中写道：“毛主席亲自参与制定的‘鞍钢宪法’是正确处理社会主义企业内部人们的相互关系，管理社会主义企业的基本原则。”“‘鞍钢宪法’是企业内部无产阶级对资产阶级实行全面专政的根本大法，也是社会主义企业管理的基本纲领。”，认为社会主义企业的管理不能脱离这五项原则。